# Assemblea legislativa dell'Ontario

Camera legislativa dell'Assemblea

L'Assemblea legislativa dell'Ontario (ufficialmente in inglese: Legislative Assembly of Ontario, in francese: Assemblée législative de l'Ontario) è l'organo legislativo della provincia canadese dell'Ontario. L'Assemblea dell'Ontario, come altri parlamenti provinciali canadesi, è unicamerale, a differenza del parlamento bicamerale del governo federale canadese. L'assemblea ha sede nella capitale provinciale di Toronto, Queen's Park, situata nel Palazzo legislativo dell'Ontario (in inglese: Ontario Legislative Building). I 124 rappresentanti del Parlamento sono eletti ogni quattro-cinque anni. Il leader del partito vincitore diventa il Premier dell'Ontario e forma il governo.
Il lavoro legislativo si svolge in 9 comitati.

## Ultime elezioni
Le elezioni più recenti si sono tenute nel 2025, dopo di che il Partito Conservatore Progressista è rimasto il più grande partito.